# زبورگ (براندنبورگ)
زبورگ (به آلمانی: Seeburg) یک منطقهٔ مسکونی در آلمان است که در دالگوو-دوبریتس واقع شده‌است. زبورگ ۱٬۱۶۴ نفر جمعیت دارد.